# Canada aux Jeux olympiques d'hiver de 1998
Le Canada participe aux Jeux olympiques d'hiver de 1998, organisés à Nagano au Japon. C'est la dix-huitième fois que ce pays participe aux Jeux d'hiver après sa présence à toutes les éditions précédentes. La délégation canadienne, formée de 144 athlètes (81 hommes et 63 femmes), obtient quinze médailles (six d'or, cinq d'argent et quatre de bronze) et se classe au quatrième rang du tableau des médailles.

## Médaillés
| Médaille d'or, Jeux olympiques      | Pierre Lueders David MacEachern | Bobsleigh                            | Bob à deux (H)          |                     |  |
| Médaille d'or, Jeux olympiques      | Jan Betker Atina Ford Marcia Gudereit Joan McCusker Sandra Schmirler | Curling                              | Femmes                  |                     |  |
| Médaille d'or, Jeux olympiques      | Éric Bédard Derrick Campbell François Drolet Marc Gagnon | Patinage de vitesse sur piste courte | Relais 5 000 mètres (H) |                     |  |
| Médaille d'or, Jeux olympiques      | Annie Perreault | Patinage de vitesse sur piste courte | 500 mètres (F)          |                     |  |
| Médaille d'or, Jeux olympiques      | Ross Rebagliati | Snowboard                            | Slalom géant (H)        |                     |  |
| Médaille d'or, Jeux olympiques      | Catriona LeMay Doan | Patinage de vitesse                  | 500 mètres (F)          |                     |  |
| Médaille d'argent, Jeux olympiques  | Mike Harris Richard Hart George Karrys Collin Mitchell Paul Savage | Curling                              | Hommes                  |                     |  |
| Médaille d'argent, Jeux olympiques  | Elvis Stojko | Patinage artistique                  | Hommes                  |                     |  |
| Médaille d'argent, Jeux olympiques  | Équipe du Canada de hockey sur glace féminin \| Stacey Wilson \| \| Danielle Goyette \| \| Manon Rhéaume \| \| \| Jennifer Botterill \| \| Geraldine Heaney \| \| Laura Schuler \| \| \| Thérèse Brisson \| \| Jayna Hefford \| \| Fiona Smith-Bell \| \| \| Cassie Campbell \| \| Becky Kellar \| \| France St-Louis \| \| \| Judy Diduck \| \| Katheryn McCormack \| \| Vicky Sunohara \| \| \| Nancy Drolet \| \| Karen Nystrom \| \| Hayley Wickenheiser \| \| \| Lori Dupuis \| \| Lesley Reddon \| \| \| \| | Hockey sur glace                     | Femmes                  |                     |  |
| Médaille d'argent, Jeux olympiques  | Jeremy Wotherspoon | Patinage de vitesse                  | 500 mètres (H)          |                     |  |
| Médaille d'argent, Jeux olympiques  | Susan Auch | Patinage de vitesse                  | 500 mètres (F)          |                     |  |
| Médaille de bronze, Jeux olympiques | Christine Boudrias Isabelle Charest Annie Perreault Tania Vicent | Patinage de vitesse sur piste courte | Relais 3 000 mètres (F) |                     |  |
| Médaille de bronze, Jeux olympiques | Éric Bédard | Patinage de vitesse sur piste courte | 1 000 mètres (H)        |                     |  |
| Médaille de bronze, Jeux olympiques | Kevin Overland | Patinage de vitesse                  | 500 mètres (H)          |                     |  |
| Médaille de bronze, Jeux olympiques | Catriona LeMay Doan | Patinage de vitesse                  | 1 000 mètres (F)        |                     |  |
| Stacey Wilson                       | | Danielle Goyette                     |                         | Manon Rhéaume       |  |
| Jennifer Botterill                  | | Geraldine Heaney                     |                         | Laura Schuler       |  |
| Thérèse Brisson                     | | Jayna Hefford                        |                         | Fiona Smith-Bell    |  |
| Cassie Campbell                     | | Becky Kellar                         |                         | France St-Louis     |  |
| Judy Diduck                         | | Katheryn McCormack                   |                         | Vicky Sunohara      |  |
| Nancy Drolet                        | | Karen Nystrom                        |                         | Hayley Wickenheiser |  |
| Lori Dupuis                         | | Lesley Reddon                        |                         |                     |  |